# Xã Almena, Michigan
Xã Almena (tiếng Anh: Almena Township) là một xã thuộc quận Van Buren, tiểu bang Michigan, Hoa Kỳ. Năm 2010, dân số của xã này là 4.992 người.